# کاترین هانراهان
کاترین هانراهان(به انگلیسی: Catherine Hanrahan) یک نویسنده کانادایی است؛ ایشان برای اولین رمان خود یعنی دختران گمشده و هتل‌های عشق، نامزد نهایی جایزه داستانی اعتماد نویسندگان راجرز در سال ۲۰۰۷ شد. این رمان بر اساس تجربه شخصی وی از زندگی و کار در توکیو به عنوان معلم انگلیسی، نوشته شده بود. او اکنون در شهر ایس انسکه در سوئد به عنوان معلم زبان کار می‌کند.
این رمان بعداً توسط ژان مارک والی برای اقتباس به عنوان یک فیلم بلند انتخاب شد و قرار بود که کیت باسورث در آن نقش آفرینی کند؛ که البته این فیلم در آن زمان ساخته نشد و نهایتاً در سال ۲۰۱۷ بود که ساخت و فیلمبرداری جدید آن اعلام شد. ویلیام اولسون کارگردانی فیلم را بر عهده داشت؛ و فیلمنامه را خود کاترین هانراهان نوشت و الکساندرا داداریو در نقش مارگارت آن را بازی کرد.
برای فیلم اقتباسی از کتاب، دختران گمشده و هتل‌های عشق را ببینید.